# 塔魯薩
54°43′N 37°11′E / 54.717°N 37.183°E
塔魯薩 （俄语：Тару́са）是俄罗斯卡卢加州東部的一个城市，位於奧卡河左岸，距离州府卡卢加以東76公里，2002年人口9,893人。
始於1246年，1776年建市。